# Ezedin Tlish
Salem Ezedin Tlish (5 de abril de 1982-agosto de 2011) fue un deportista libio que compitió en taekwondo. Ganó una medalla de plata en el Campeonato Africano de Taekwondo de 2003, en la categoría de –58 kg.

## Palmarés internacional
| Campeonato Africano | Campeonato Africano | Campeonato Africano | Campeonato Africano |
| Año                 | Lugar               | Medalla             | Categoría           |
| ------------------- | ------------------- | ------------------- | ------------------- |
| 2003                | Abuya (Nigeria)     | Medalla de plata    | –58 kg              |